# Municipio de Pánuco de Coronado
El municipio de Pánuco de Coronado es uno de los 39 municipios en los que se encuentra dividido el estado mexicano de Durango, ubicado en el centro del estado en la región de Los Llanos, su cabecera es la población de Francisco I. Madero.

## Geografía
Pánuco de Coronado está localizado en el centro del estado de Durango, tiene una extensión territorial de 1,060 km² y sus límites son al norte con el municipio de San Juan del Río, al noreste con el municipio de Peñón Blanco, al este con el municipio de Guadalupe Victoria, al oeste con el municipio de Canatlán y al sur con el municipio de Durango.

### Orografía e hidrografía
El territorio del municipio es elevado en su zona sur y va descendiente en medida que se avanza hacia el norte, formando la cuenca que discurre hacia el río San Juan del Río, existen dos serranías de importancia, en el oeste en los límites con el municipio de Canatlán se localiza la Sierra de la Silla y en el este, en los límites con Guadalupe Victoria se encuentra la Sierra de Gamón, es en esta sierra, en que se encuentra el Cerro Los Altares que alcanza 3,020 metros sobre el nivel del mar y es el séptimo más elevado del estado de Durango.
En el municipio no existen corrientes fluviales de importancia, las que hay son afluentes del río San Juan del Río y a este a su vez del río Nazas, existen además en el centro del territorio pequeñas cuencas cerradas que forman lagunas intermitentes. El territorio pertenece a dos diferentes regiones hidrológicas, la mitad norte forma parte a la Región hidrológica Nazas-Aguanaval y a la Cuenca Río Nazas-Rodeo, la mitad sur forma parte de la Región hidrológica Presidio-San Pedro y a la Cuenca del Río San Pedro.

### Clima y ecosistemas
El territorio íntegro de Pánuco de Coronado registra clima Semiseco templado, la temperatura media anual que se registra en la zona central del municipio es de 12 a 16 °C, mientras que en los extremos sur y norte es de 16 a 18 °C, la precipitación promedio anual en la zona noroeste y norte del municipio es de 400 a 500 mm y en el resto del territorio de 800 a 1,000 mm.
En Pánuco de Coronado se pueden entrar tanto zonas de matorral como de pastizal, además de áreas dedicadas a la agricultura a lo largo de todo su territorio, las principales especies animales que se encuentran son conejo, liebre, venado, gato montés y coyote.

## Demografía
El municipio de Pánuco de Coronado tiene una población total de 11 927 habitantes, de acuerdo con los resultados arrojados por el Censo de Población y Vivienda de 2010 realizado por el Instituto Nacional de Estadística y Geografía, de este total de habitantes 5 905 son hombres y 6 022 son mujeres.

### Localidades
En el censo de 2020 el municipio de Pánuco de Coronado contaba con 32 localidades.
| Código INEGI      | Localidad           | Población (2020) |
| ----------------- | ------------------- | ---------------- |
| 100200001         | Francisco I. Madero | 5 256            |
| 100200020         | Pánuco de Coronado  | 1 442            |
| Otras localidades | Otras localidades   | 5 958            |
| Total municipal   | Total municipal     | 12 656           |

## Política
El gobierno municipal le corresponde al ayuntamiento que está integrado por el presidente municipal, el Síndico Municipal y el cabildo formado por siete regidores, todos electos para un periodo de tres años no reelegibles para el primero inmediato y que entrar a ejercer su cargo el día 1 de septiembre del año de su elección.

### Sudivisión administrativa
El municipio se divide en tres juntas municipales que son General Ignacio Zaragoza, Francisco Javier Mina y Pánuco de Coronado.

### Representación legislativa
Para la elección de Diputados locales al Congreso de Durango y Diputados federales a la Cámara de Diputados de México, el municipio de Coneto de Comonfort se encuentra integrado en los siguientes distritos electorales:
Local:
- XV Distrito Electoral Local de Durango con cabecera en Cuencamé.[14]

Federal:
- III Distrito Electoral Federal de Durango con cabecera en la ciudad de Guadalupe Victoria.[15]